# 徳島県立徳島視覚支援学校
徳島県立徳島視覚支援学校（とくしまけんりつ とくしましかくしえんがっこう）は、徳島県徳島市南二軒屋町にある県立盲学校。

## 所在地
- 〒770-8063 徳島県徳島市南二軒屋町2丁目4-55
- 最寄り駅 - JR牟岐線 二軒屋駅

## 設置学部
- 幼稚部
- 小学部
- 中学部
- 高等部
  - 普通科
  - 保健理療科
  - 専攻科理療科
  - 専攻科理学療法科（2009年3月に閉科予定）

## 沿革

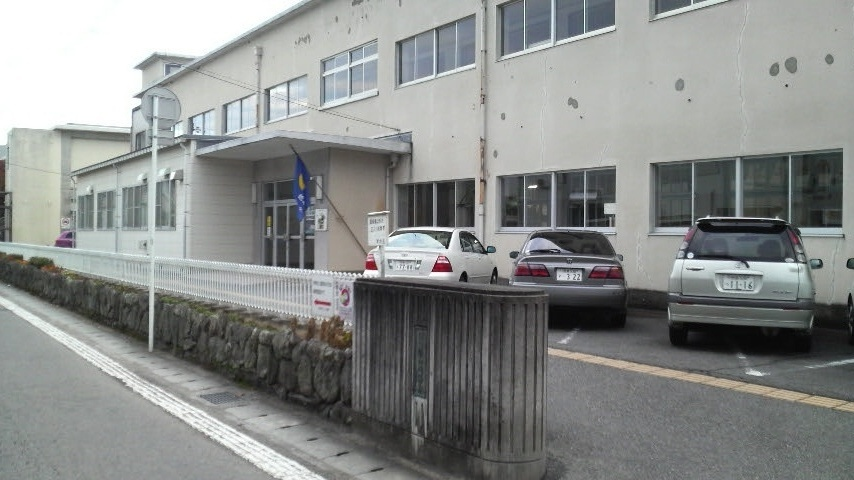
旧：徳島県立盲学校（2008年）

- 1905年（明治38年）12月1日 - 前身の私立徳島盲唖学校が設置される。
- 1931年（昭和06年）3月22日 - 徳島県立盲唖学校として設立。
- 1933年（昭和08年）1月6日 - 現在地に校舎が完成。
- 1948年（昭和23年）4月1日 - 盲聾分離、徳島県盲学校となる。
- 1956年（昭和31年）4月1日 - 徳島県立盲学校と名称変更。
- 1965年（昭和40年）4月1日 - 高等部に専攻科リハビリテーション科を設置。
- 1973年（昭和48年）4月1日 - 高等部に普通科および保健理療科を設置するとともに、高等部専攻科リハビリテーション科を理学療法科に改称。
- 1976年（昭和56年）4月1日 - 幼稚部および高等部専攻科理療科を設置。
- 1995年（平成07年）4月1日 - 高等部専攻科研修科を設置。
- 2014年（平成26年）4月1日 - 徳島県立徳島視覚支援学校と改名し、この地に移転してきた徳島県立徳島聴覚支援学校と併設となった[1]。

## 関連する人物

### 教職員
- 星虎男

### 著名な卒業生
- 藤本聰（柔道家）
- 北田康広（バリトン歌手）